# André Charlier (musicien)
Pour les articles homonymes, voir André Charlier et Charlier.
André Charlier est un batteur de jazz et funk, né le 13 juin 1962 à Verviers (Belgique).

## Biographie
André Charlier a tourné avec de nombreux artistes (Maurane, Didier Lockwood, Jean-Jacques Milteau, Captain Mercier, etc.). Actuellement, il joue avec le groupe de funk Captain Mercier et avec son compère Benoît Sourisse, avec qui il a formé le duo Charlier-Sourisse.
André Charlier a également des activités pédagogiques. Il est responsable du département batterie au centre des musiques Didier Lockwood (CMDL).
André Charlier est endorsé[Quoi ?] par la marque de batterie Tama ainsi que par la marque de cymbales Paiste.

## Discographie sélective
- 2013 : Multiquarium. Cinquième album du duo Charlier-Sourisse, Gemini Records, Sphinx Distribution.
- 2010 : Imaginarium. Quatrième album du duo Charlier-Sourisse (B. Sourisse, A. Charlier, A. Sipiagin, P. Perchaud, S. Guillaume, J.M. Charbonnel, F. Alleman). Gemini Records, Sphinx Distribution.
- 2007 : Héritage. Troisième album du duo Charlier-Sourisse (B. Sourisse, A. Charlier, K. Rosenwinkel, P. Perchaud, S. Guillaume, J.-M. Charbonnel, M. Mo Rodgers). O+ Music (Enzo Production) - Distribution : Harmonia Mundi.
- 2005 : Captain Mercier Live. Un DVD enregistré en live au New Morning (J. Mercier, C. Mercier, B. Sourisse, R. Arame, A. Charlier, G. Douieb, C. Egéa, J. Gobinet, P. Sellam, D. Verherve). O+ Music.
- 2004 : Eleven Blues. Deuxième album du duo Charlier-Sourisse (B. Sourisse, A. Charlier, K. Garrett, S. Guillaume, J.M. Ecay). O+ Music (Enzo Production) - Distribution : Harmonia Mundi.
- 2001 : Gemini. Premier album du duo Charlier-Sourisse (B. Sourisse, A. Charlier, J. Bergonzi, O. Ker Ourio, S. Guillaume). Dreyfus Jazz - Distribution Sony Music.